# 14e cérémonie des Grammy Awards
La 14e cérémonie des Grammy Awards a eu lieu au Felt Forum à New York, le 14 mars 1972.

## Palmarès
| Prix                      | Artiste     | Titre               |
| ------------------------- | ----------- | ------------------- |
| Enregistrement de l'année | Carole King | It's Too Late       |
| Album de l'année          | Carole King | Tapestry            |
| Chanson de l'année        | Carole King | You've Got A Friend |
| Meilleur nouvel artiste   | Carly Simon | Carly Simon         |

| Prix                           | Artiste                  | Titre                                           |
| ------------------------------ | ------------------------ | ----------------------------------------------- |
| Best Opera Recording           |                          | Verdi: Aida                                     |
| Best Chamber Music Performance | Juilliard String Quartet | Debussy: Quartet In G Minor/Ravel: Quartet In F |

| Prix                                                                              | Artiste                          | Titre                                                              |
| --------------------------------------------------------------------------------- | -------------------------------- | ------------------------------------------------------------------ |
| Best Album Notes                                                                  |                                  | Sam, Hard And Heavy                                                |
| Best Pop Vocal Performance, Female                                                | Carole King                      | Tapestry                                                           |
| Best Pop Vocal Performance, Male                                                  | James Taylor                     | You've Got A Friend                                                |
| Best Pop Vocal Performance By Duo, Group Or Chorus                                | Carpenters                       | Carpenters                                                         |
| Best Pop Instrumental Performance                                                 | Quincy Jones                     | Smackwater Jack                                                    |
| Best R&B Vocal Performance, Female                                                | Aretha Franklin                  | Bridge Over Troubled Water                                         |
| Best R&B Vocal Performance, Male                                                  | Lou Rawls                        | A Natural Man                                                      |
| Best R&B Vocal Performance By A Group                                             | Ike & Tina Turner                | Proud Mary                                                         |
| Best Rhythm & Blues Song                                                          | Bill Withers                     | Ain't No Sunshine                                                  |
| Best Soul Gospel Performance                                                      | Shirley Caesar                   | Put Your Hand In The Hand Of The Man From Galilee                  |
| Best Country Vocal Performance, Female                                            | Sammi Smith                      | Help Me Make It Through The Night                                  |
| Best Country Vocal Performance, Male                                              | Jerry Reed                       | When You're Hot, You're Hot                                        |
| Best Country Vocal Performance By A Duo Or Group                                  | Conway Twitty et Loretta Lynn    | After The Fire Is Gone                                             |
| Best Country Instrumental Performance                                             | Chet Atkins                      | Snowbird                                                           |
| Best Country Song                                                                 |                                  | Help Me Make It Through the Night                                  |
| Best Sacred Performance (Musical)                                                 | Charley Pride                    | Did You Think To Pray                                              |
| Best Gospel Performance (Other Than Soul Gospel)                                  | Charley Pride                    | Let Me Live                                                        |
| Best Ethnic Or Traditional Recording                                              | Muddy Waters                     | They Call Me Muddy Waters                                          |
| Best Instrumental Composition                                                     | Michel Legrand                   | Theme From Summer Of '42                                           |
| Best Original Score Written For A Motion Picture Or A Television Special          | Isaac Hayes                      | Shaft                                                              |
| Best Score From An Original Cast Show Album                                       | Stephen Schwartz                 | Godspell                                                           |
| Best Recording For Children                                                       | Bill Cosby                       | Bill Cosby Talks To Kids About Drugs                               |
| Best Comedy Recording                                                             | Lily Tomlin                      | This Is A Recording                                                |
| Best Spoken Word Recording                                                        | Les Crane                        | Desiderata                                                         |
| Best Jazz Performance By A Soloist                                                | Bill Evans Trio                  | The Bill Evans Album                                               |
| Best Jazz Performance By A Group                                                  | Bill Evans Trio                  | The Bill Evans Album                                               |
| Best Jazz Performance By A Big Band                                               | Duke Ellington                   | New Orleans Suite                                                  |
| Album Of The Year, Classical                                                      | Vladimir Horowitz                | Horowitz Plays Rachmaninoff (Etudes-Tableaux Piano Music; Sonatas) |
| Best Classical Performance - Orchestra                                            | Orchestre symphonique de Chicago | Mahler: Symphony No. 1 In D                                        |
| Best Classical Performance - Instrumental Soloist Or Soloists (With Orchestra)    |                                  | Villa-Lobos: Concerto For Guitar                                   |
| Best Classical Performance - Instrumental Soloist Or Soloists (Without Orchestra) | Vladimir Horowitz                | Horowitz Plays Rachmaninoff (Etudes-Tableaux Piano Music; Sonatas) |
| Best Classical Vocal Soloist Performance                                          |                                  | Leontyne Price Sings Robert Schumann                               |
| Best Choral Performance, Classical                                                |                                  | Berlioz: Requiem                                                   |
| Best Engineered Recording, Classical                                              |                                  | Berlioz: Requiem                                                   |